# Physiologische Grundlagen der Zwangsstörung
Die Physiologie der Zwangsstörung ist seit den 1970er Jahren Gegenstand der Forschung. Die führenden Hypothesen beziehen sich auf Veränderungen des präfrontalen Kortex, der Basalganglien und des Limbischen Systems. Auch Zwangs- und Zwangsspektrumsstörungen als Folge einer autoimmunen Erkrankung werden für eine Subgruppe von Patienten diskutiert.

## Neuroanatomie/Neurophysiologie
Die Ergebnisse zahlreicher Studien deuten auf eine Beteiligung vor allem dieser drei Hirnareale hin: den orbitofrontalen Kortex, den Gyrus cinguli anterior und den Kopf des Nucleus caudatus. Dabei sind diese Hirnareale hochkomplex mit den Basalganglien verbunden. Neuere Theorien besagen dementsprechend, dass die Zwangsstörung mit einem Ungleichgewicht der direkten und indirekten Signalwege durch die Basalganglien einher geht. Forschung zur Behandlung starker therapieresistenter Zwangsstörung mittels Tiefer Hirnstimulation zeigte, dass sowohl Nucleus caudatus als auch Nucleus accumbens und Nucleus subthalamicus an dem Funktionsprozess einer Zwangsstörung beteiligt zu sein scheinen und damit mögliche Zielregionen für die Stimulation darstellen. Während der Effekt der direkten Signalwege exzitatorisch wirke sei der Effekt der indirekten Signalwege inhibitorisch. So könne die relativ gesteigerte Aktivierung in eine positive Feedbackschleife münden, wodurch sich Gedanken obsessiven Charakters manifestierten. Dabei bleibt unklar, warum sich spezifische, thematisch eingegrenzte Zwangsgedanken entwickeln, wie diese thematische Einschränkung zustande kommt und warum ein Zustand generalisierter Zwangsgedanken (gleich stark zu allen Themen) im klinischen Bild unbekannt ist.

## Neurochemie
Pharmakologische Studien haben den Fokus auf die Rolle des Serotonin (5-HT) Neurotransmittersystems gerichtet. So scheint die Wirkung von selektiven Serotoninwiederaufnahmehemmern (SSRIs) bei einer Zwangsstörung stärker zu sein als jene von Psychopharmaka, die selektiv auf den Stoffwechsel anderer Botenstoffe einwirken. Gestützt werden diese Erkenntnisse durch Studien, die zeigen, dass die Gabe von 5-HT-Antagonisten dazu geeignet ist, die Symptome einer Zwangsstörung zu verstärken. Neuere Studien weisen jedoch in die Richtung einer Beteiligung weiterer Botenstoffe, vor allem von Glutamin, Dopamin und Acetylcholin. Die Hypothese einer Veränderung des komplexen Zusammenspiels dieser Botenstoffe bei einer Zwangsstörung passt auch zu der Beobachtung, dass der Wirkungseintritt bei der Behandlung von Zwangsstörungen mit selektiven Serotoninwiederaufnahmehemmer sich langsamer vollzieht als dies etwa bei Depression der Fall ist. Dies wird von einigen Forschern als Hinweis darauf gedeutet, dass die Wirkung der selektiven Serotoninwiederaufnahmehemmer nicht nur durch ein Einwirken auf den Serotoninstoffwechsel erfolgt, sondern als Folge einer Verschiebung der weiteren Hirnstoffwechsellage durch Veränderungen im Serotoninstoffwechsel.

## Neuroimmunologie
Nach der Entdeckung des PANDA-Syndroms ergaben sich Hinweise, dass ein Teil der Zwangsstörungen eine autoimmune Grundlage haben könnte, wobei die Basalganglien als hierfür entscheidendes Hirnareal definiert wurden. Das Pediatric Acute-onset Neuropsychiatric Syndrome (PANS) beschreibt die im Tierversuch nachvollzogene Hypothese einer im Kindesalter rapide einsetzenden neurologisch-psychiatrischen Störung, die mit zwanghaften Verhaltensstereotypien oder Tics einhergeht. Unter dem Oberbegriff PANS werden sowohl nichtinfektiöse Ursachen, wie Stoffwechselstörungen als auch alle in Frage kommenden infektiösen Trigger zusammengefasst, letztere unter der Gruppenbezeichnung „Pediatric Infection-Triggered Autoimmune Neuropsychiatric Disorders“ (PITANDS). Das PANDA-Syndrom, eine mit neurologischen Symptomen assoziierte Infektion durch β-hämolysierende Streptokokken der Gruppe A bildet inzwischen die Streptokokken-Untergruppe von PITANDS. Die Ergebnisse der PANS/PITANDS/PANDAS-Forschung passen zu Erkenntnissen darüber, dass zwanghafte Verhaltensstereotypien auch bei anderen neurologische Erkrankungen, welche die Basalganglien betreffen, auftreten. Hierzu zählen unter anderem: das Tourettesyndrom, Parkinson, Epilepsie, Schizophrenie, Morbus Huntington und Chorea minor. Eine Reihe von Untersuchungen verweist auf die Wirksamkeit immunmodulatorischer Therapieansätze mittels Plasmapherese oder i.-v.-Immunglobulinen. Langzeituntersuchungen wiesen eine anhaltende und langfristige Besserung des klinischen Bildes durch die antibiotische Prophylaxe und durch die Prävention von Streptokokkeninfektionen nach. Es gelang in den 1990er Jahren auch der Nachweis, dass das B-Lymphozytenantigen D8/17 bei Patienten mit Erkrankungen aus dem Zwangsspektrum erhöht ist. Zusätzlich wurden bei Zwangspatienten verschiedene autoimmunologische Parameter, z. B. pathologische Autoantikörper nachgewiesen. In einer Untersuchung fand sich bei Patienten mit Zwangsstörung, vergleichbar zur Chorea Sydenham, eine erhöhte Inzidenz von Anti-Basalganglien-Antikörpern.

## Genetik
Genetische Faktoren bei der Entstehung der Zwangserkrankung sind wiederholt untersucht worden. Indizien für einen genetischen Zusammenhang ergeben sich aus der Beobachtung, dass Eltern und Geschwister von Zwangspatienten durchschnittlich häufiger an Zwangsstörungen erkranken. Die Hopkins family study ergab, dass die Prävalenz der Zwangserkrankung bei Verwandten ersten Grades 11,7 % beträgt, während sie bei entfernteren Verwandten nur bei 2,7 % liegt. Auf einen genetischen Zusammenhang lassen auch Studienergebnisse schließen, die eine Übereinstimmung von Zwangssymptomen eineiiger Zwillinge zwischen 80 % und 87 % ergaben, wogegen sie bei zweieiigen Zwillingen nur zwischen 47 % und 50 % lag.
Eine Studie beziffert den erblichen Anteil bei der klassischen Zwangserkrankung auf 45–65 % (Kinder) bzw. 27–47 % (Erwachsene), benennt aber auch die Notwendigkeit weiterer Forschung in diesem Bereich.
Der Stand der neurogenetischen Forschung deutet also auf eine genetische Komponente im Sinne einer erhöhten Vulnerabilität. Spezifische Genabschnitte konnten bisher nicht isoliert werden. Offen bleibt auch, inwieweit der Einfluss gemeinsam erlebter Umweltfaktoren (z. B. in der Ursprungsfamilie) eine Rolle spielt.